# Boone and Crockett Club
El Boone and Crockett Club es una organización americana sin fines de lucro que se avoca a proteger la caza justa como forma de conservación de hábitat.  El club es la organización de conservación más antigua de los Estados Unidos, fundada en 1887 por Theodore Roosevelt. El club estuvo nombrado en honor a Daniel Boone y Davy Crockett, exploradores que cazaron extensivamente mientras abrieron la frontera americana, y que entendieron las consecuencias negativas de la sobreexplotación de los recursos naturales. Además de ser autores del concepto del "fair chase" o caza-justa, como parte de la ética en la caza deportiva. El club ha trabajado para la expansión y protección del parque nacional de Yellowstone y el establecimiento de conservación general en los Estados Unidos. Además se encargaron de eliminar la caza comercial, crear el Servicio de Parques Nacionales y Servicios Forestal de los Estados Unidos, Refugio Nacional de Vida Silvestre, reservas naturales, y de buscar financiamiento para conservación, todo bajo el paraguas de qué actualmente el Modelo norteamericano de Conservación de la Vida Silvestre.
Los miembros claves del club han incluido Theodore Roosevelt, George Bird Grinnell, Madison Grant, Charles Alexander Sheldon, William Tecumseh Sherman, Gifford Pinchot, Frederick Russell Burnham, Charles Deering y Aldo Leopold.
Hoy en día el Boone & Crockett Club continúa su función principalmente para mantener un sistema de puntaje y recolección de data de los animales de caza mayor como indicador del éxito del sistema de manejo de la vida silvestre.
La estructura del Club consta de 17 miembros de personal, 100 Miembros Regulares, 159 Miembros Profesionales, y los miles de Club Asocia.
Las oficinas se encuentran en Missoula, Montana, el cual es también la casa de la Rocky Mountain Elk Foundation.

## Historia de club
En diciembre de 1887, Theodore Roosevelt propuso la formación del Boone y Crockett Club en una cena en su residencia en Ciudad de Nueva York. En enero de 1888, el Club estuvo organizado con los agentes siguientes y miembros:
- Presidente: Theodore Roosevelt
- Secretario: Archibald Rogers
- Miembros: Albert Bierstadt, Heber R. Obispo, Benjamin F. Bristow, J. Coleman Drayton, D.G. Elliott, George Pájaro Grinnell, Arnold Hague, James E. Jones, Clarence King, Wm. H. Merrill Jr, Thomas Paton, John J. Pierrepont, W. Hallett Phillips, E. P. Rogers, Elliott Roosevelt, J.E. Roosevelt, J. W. Roosevelt, Rutherfurd Stuyvesant, W. Un. Wadsworth, Bronson Rumsey, Lawrence Rumsey y W.D. Pickett.

## Educación
El Boone y Crockett ofrece diversos programas de educación en el Rancho Conmemorativo de Theodore Roosevelt en Dupuyer, Montana.  Los programas de educación se mantienen con el Boone y Crockett Club y por las fundaciones privadas comprometidas con la educación K-12.